# Farinograph

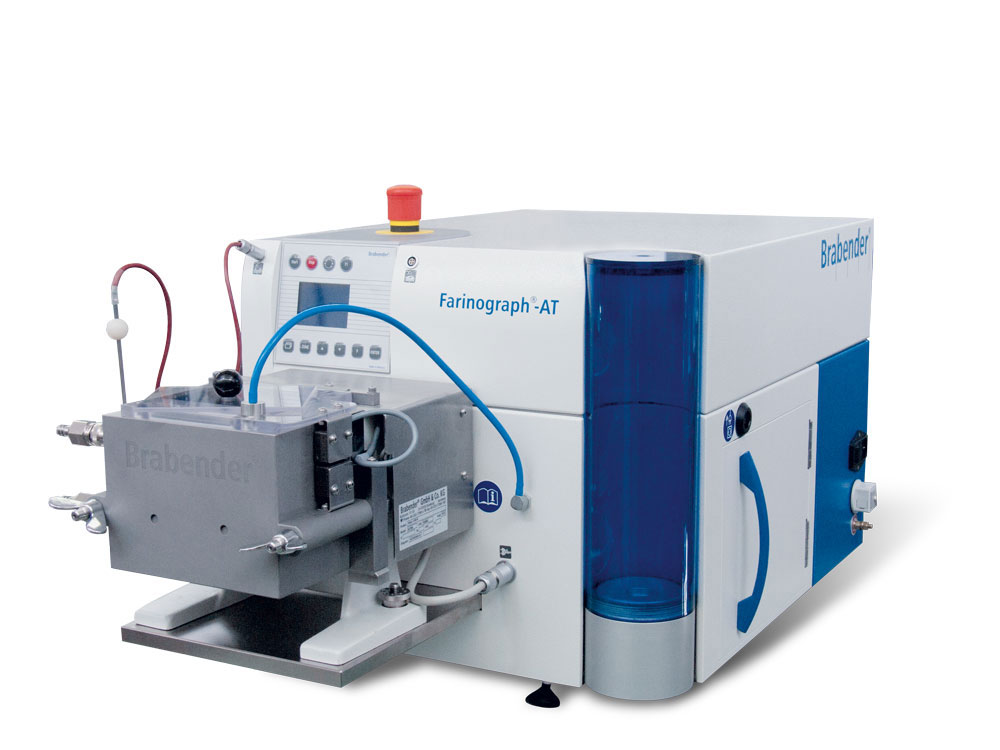
Farinograph AT in einem Mühlenlabor

Ein Farinograph ist ein Messgerät der Firma Anton Paar (ehemals: Brabender) zur rheologischen Untersuchung von Weizenmehlen nach ICC-Standard Nr. 115/1, ISO-, CEN, AACC-, RACI-, GB- oder GOST-Normen. Dieses Laborgerät kommt daher hauptsächlich in Getreidemühlen, bei Backmittelherstellern und Großbäckereien zum Einsatz. Diese Betriebe benötigen zuverlässige und reproduzierbare Untersuchungen der Verarbeitungsqualität ihrer Rohstoffe, um gleichbleibende Produkte herzustellen. Wichtige Qualitätskriterien sind z. B. die Wasseraufnahme von Mehl, die Teigentwicklungszeit, die Teigstabilität bei der Knetung sowie die Teigerweichung. Diese Werte sind u. a. wichtig für die richtige Teigbereitung und die Führung des Teiges bei der Gare und beim Backprozess. Somit können Wasserschüttung und Teigausbeute im Backbetrieb auf die Qualität des Mehles eingestellt werden.
Das Gerät ist ein Bestandteil des von Brabender entwickelten Drei-Phasen-Systems, das die Vorgänge der Backwarenherstellung (Teigbereitung, Gare, Verkleisterung) untersuchen und beschreiben soll:
- Farinograph – misst die mögliche Wasseraufnahme des Mehles und die Kneteigenschaften des Teiges
- Extensograph – misst die Dehnungseigenschaften des Teiges (Elastizität, Plastizität)
- Amylograph – misst die Verkleisterungseigenschaften der Stärke im Mehl

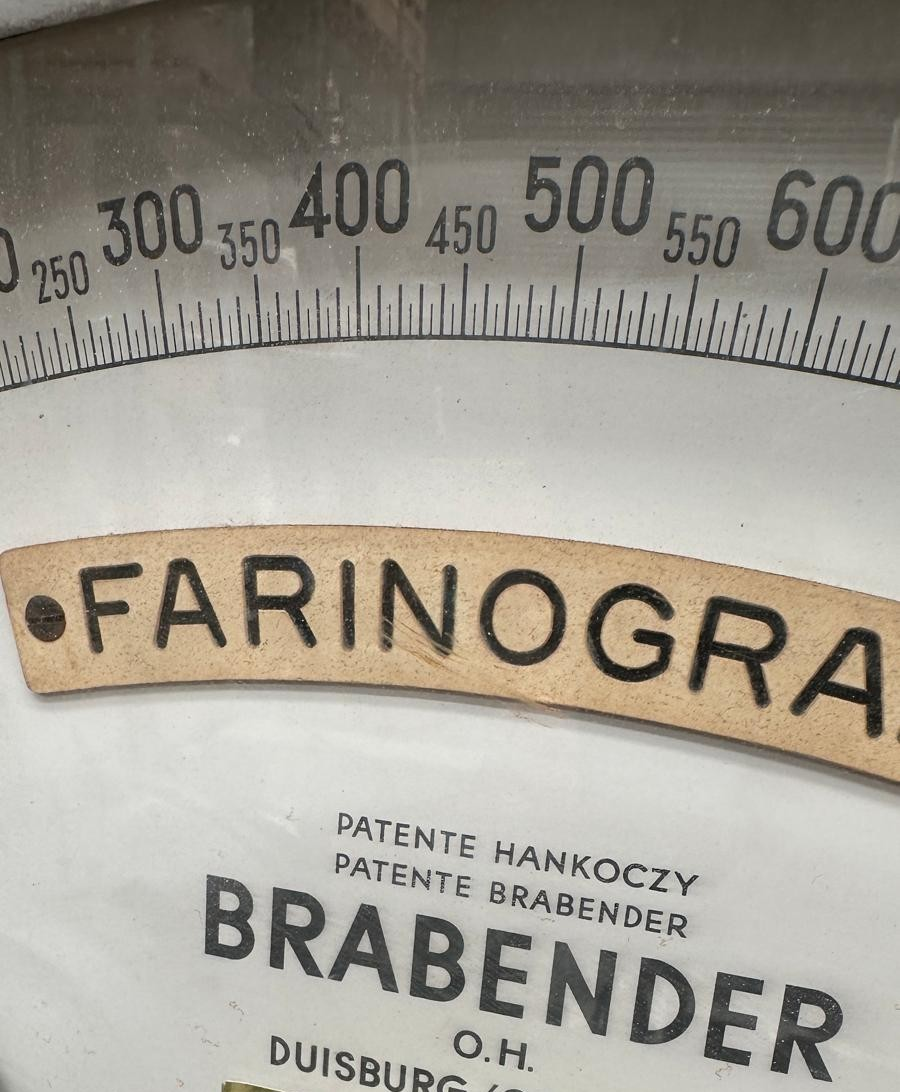
Mechanischer Farinograph

## Geschichte
Das Konzept des Farinographen wurde erstmals Anfang des 20. Jahrhunderts vom ungarischen Agrarchemiker Jenő Hankóczy entwickelt. 1905 stellte er das Farinométer vor, ein Gerät zur Messung der Glutenstärke und -dehnbarkeit.
Bis 1912 erweiterte er das Design um die Messung der Wasseraufnahme und der Teigkonsistenz – Kernprinzipien, die den Grundstein für moderne rheologische Prüfungen legten.
Hankóczys frühere Arbeiten bildeten die wissenschaftliche Grundlage, auf der Carl Wilhelm Brabender 1928 den ersten Farinographen vorstellte als „Weizen und Weizenmehl-Prüfgerät“ vor, der mit Registrierpapier und einer Tuschefeder arbeitete. Mit diesem Gerät stellte er bereits die von ihm entwickelte Brabender-Einheit (BE) oder Farinogramm-Einheit (FE) vor, mit der er die Drehmomentwerte, die für einen Teig benötigt werden, aufspreizte und „handlicher“ darstellte. Im Englischen wird die Einheit Brabender-Unit (BU) oder UF bezeichnet. Auf Basis des Farinographes entwickelte Brabender 1936 ein Prüfgerät für plastische Massen (Plastograph). 1979 wurden die ersten computergestützten Messgeräte für diesen Bereich produziert. Die aufgenommenen Drehmomentwerte werden bei diesen Geräten von einem Computer aufgenommen und automatisch ausgewertet.

## Prinzip der Methode
Der Farinograph misst die Wasseraufnahmefähigkeit des Mehls und die Konsistenz eines Teiges über den Widerstand, den dieser einem definierten Kneter entgegensetzt.
Dieser Widerstand (Drehmoment) wird über Hebel auf eine Waage übertragen und in einem Kraft-Zeit-Diagramm, einem Farinogramm, aufgezeichnet.
Neuere Geräte haben einen Computeranschluss (generell ab dem Jahr 2000), um die Kurve online zu registrieren und auch gleich auszuwerten.
Das Farinogramm beschreibt also die Wasseraufnahmefähigkeit und das Verhalten des Mehles bei der Teigbildung (Knetzeit, Knettoleranz sowie Teigentwicklung). Mehle mit einem schwachen Kleber haben eine niedrigere Wasseraufnahmefähigkeit und Teigstabilität als Mehle mit starkem Kleber. Der Drehmoment-Messbereich wird durch die (eigens von C. W. Brabender entwickelte) Farinogramm-Einheit (FE) beschrieben. Das Schreiberpapier hatte damals eine Skalierung von 0–1000 Brabendereinheiten. 500 Einheiten wurden mittels dickgedruckter Linie markiert. Der ursprüngliche Farinograph wurde mittels Brotteig (Weizen) auf 500 Einheiten eingestellt. Das entsprach der Mitte des Schreiberpapieres. Dadurch kann die Wasseraufnahmefähigkeit von Mahlprodukten reproduzierbar und praxisnah bestimmt werden.
Der heutige Farinograph kann Proben bis ca. 2000 Farinographeinheiten kneten.

## Durchführung
1. Titrierkurve: 300 g Mehl (mit 14 % Feuchte) wird nach und nach so viel Wasser zugesetzt, bis sich eine Konsistenz von 500 Farinogramm-Einheiten einstellt. Dies entspricht der üblichen Teigfestigkeit in der Bäckerei. Die benötigte Wassermenge wird in Prozent des Mehles angegeben (Beispiel: 60 % Wasseraufnahme). Die Wasserzugabe erfolgt mittels Bürette oder einer automatischen Dosierung. Mehl und Kneter müssen vor der Messung auf 30 °C temperiert sein, denn die Wasseraufnahmefähigkeit ist temperaturabhängig. Durch die Wasseraufnahme weiß der Bäcker, wie viel Wasser er dem Mehl zusetzen kann, um einen optimalen Teig zu erhalten.
2. Farinogramm-Kurve: In einer zweiten Untersuchung wird der gleichen Mehlmenge innerhalb 22 s nun so viel Wasser zugegeben, wie es in der Titrierkurve ermittelt wurde. Nun lässt man den Kneter so lange laufen, bis die Kurve deutliche Anzeichen einer Teigerweichung zeigt und ausgewertet werden kann, mindestens aber zwölf Minuten nachdem die Kurve das Maximum erreicht hat.

## Farinogrammkurve und Auswertung

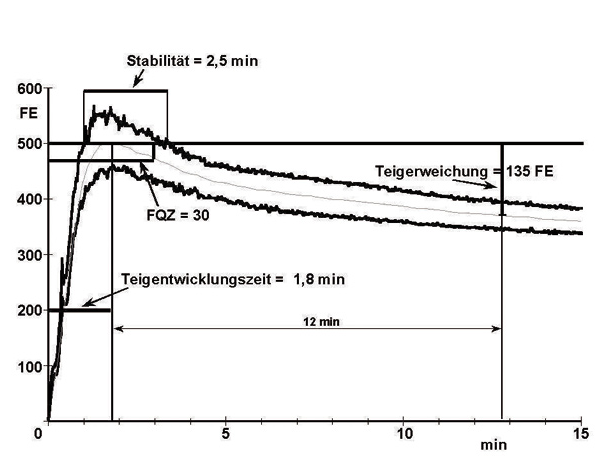
Auswertung einer Farinogramm-Kurve
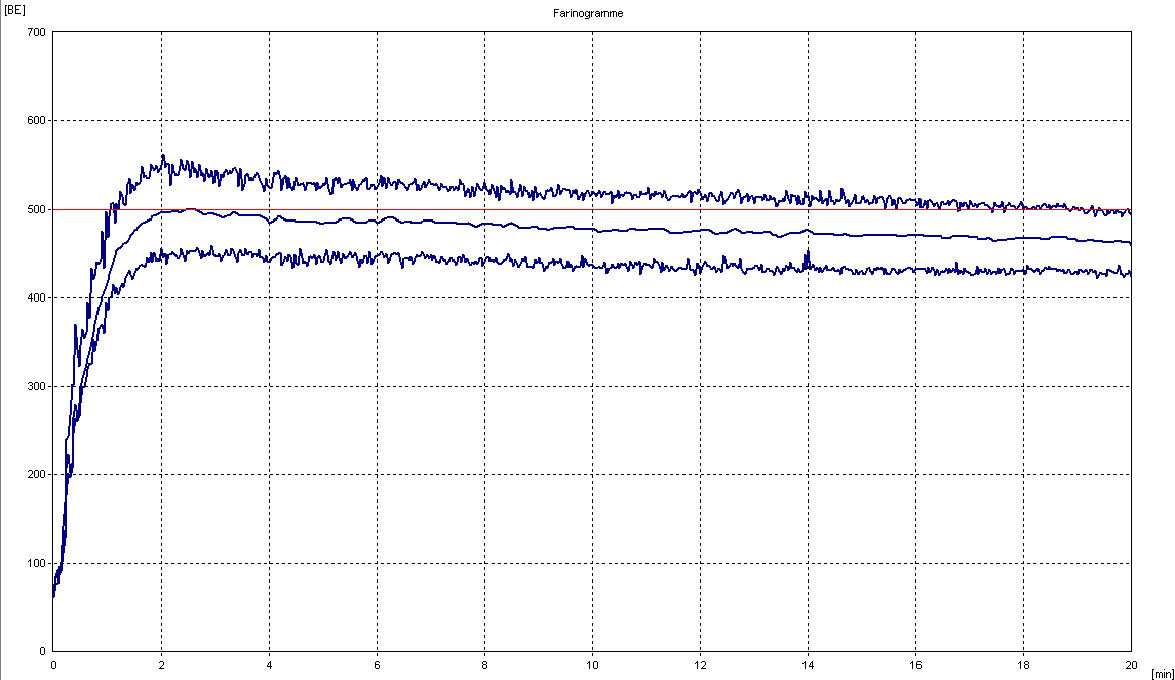
Farinogramm eines starken Mehls
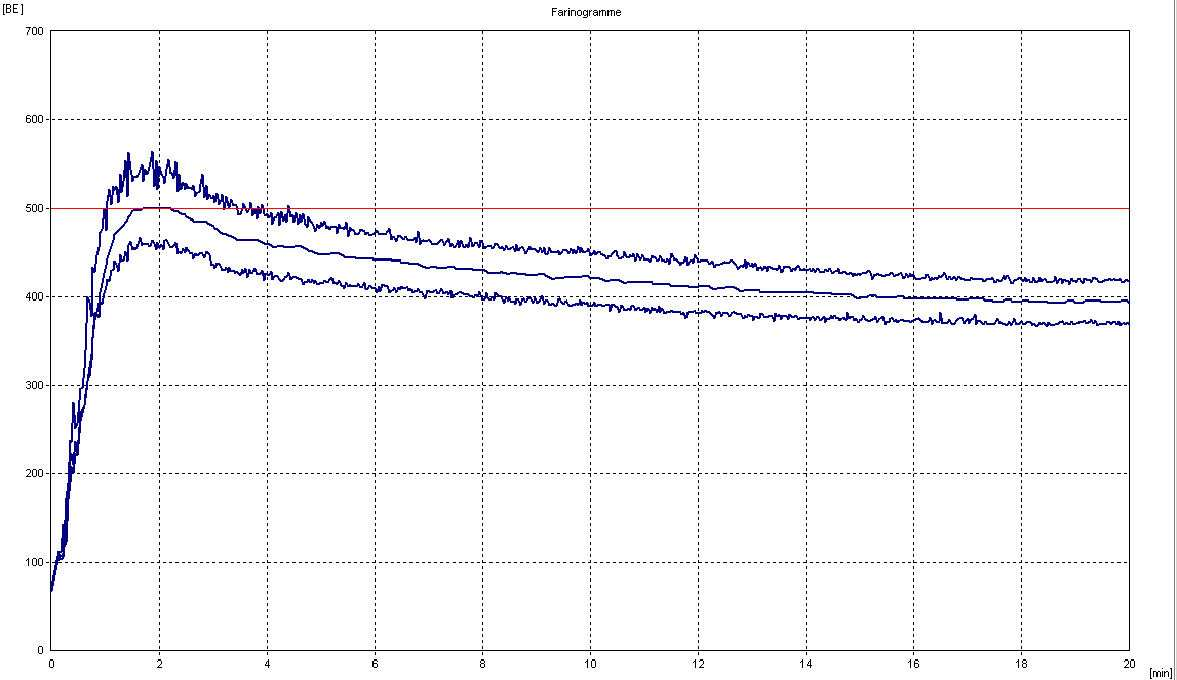
Farinogramm eines schwachen Mehls

Aus einem Farinogramm werden z. B. folgende Werte abgelesen:
- die Teigentwicklungszeit (=die Zeit, die bis zum Erreichen der maximalen Konsistenz des Mittelwertes der Kurve – zwischen 480 Farinogrammeinheiten (FE) und 520 FE benötigt wird),
- die Teigstabilität (=die Zeit, in der die Maximalkurve oberhalb der 500 FE-Linie bleibt) und
- die Teigerweichung (2 Arten der Teigerweichung: 10 min nach Beginn Wasserzugabe und 12 min nach Teigentwicklungszeit. Beide beschreiben, wie sehr in Farinographeinheiten pro Zeiteinheit der Teig in seiner Konsistenz sich verändert.) Weiterhin beschreibt in der AACC Methode 54-21 mit dem 20 min Drop ein ähnliches Steigungsdreieck. Das ist der Abfall vom Maximalwert der Mittelwertskurve zum Zeitpunkt der Teigentwicklungszeit und dem Wert 20 Minuten nach Wasserzugabe (AACC54-21).

Die internationalen Standardauswertungen unterscheiden sich leicht, da es international eine große Anzahl unterschiedlicher Mehle gibt, mit Schwerpunkten in länderspezifischen Backwaren beziehungsweise Backverfahren.
Der Farinograph wird ferner zur Messung anderer Teige oder Materialien eingesetzt, z. B. für Waffelmehle mit dem P600 Planetenmischer, für Schokolade mit dem R 100 oder Sigma 300g-Kneter oder z. B. mit dem Kornhärteprüfer (Mühlenvorsatz) zur Bestimmung der Kornhärte. Insgesamt können 15 verschiedene Kneterarten für die unterschiedlichsten Anwendungen genutzt werden.